# Davenport (Dacota do Norte)
Davenport é uma cidade localizada no estado norte-americano de Dacota do Norte, no Condado de Cass, fundada em 1882.

## Demografia
Segundo o censo norte-americano de 2010, a sua população era de 252 habitantes.

## Geografia
De acordo com o United States Census Bureau, Davenport tem uma área de 0,7 km², totalmente cobertos por terra.

## Localidades na vizinhança
O diagrama seguinte representa as localidades num raio de 20 km ao redor de Davenport.